# Centre commercial Olimpia (Riga)
Olimpia , anciennement Olympia est un centre commercial situé dans le voisinage Ķīpsala du district de Kurzeme à Rīga en Lettonie.

## Présentation
Le centre commercial "Olimpia" est situé au 5, Āzenes iela.
Les 69 magasins d'Olimpia sont répartis sur trois étages et la superficie totale est d'environ 25 000 m².
Stationnement 636

## Transports
Le centre offre 636 places de stationnement.
Le centre commercial est desservi par :
- Bus : 13, 37, 41, 53 et 57.
- Trolleybus: 5, 9, 12 et 25.

## Histoire
Le centre commercial Olympia a ouvert ses portes le 12 décembre 2002.
Le 14 avril 2005, le concept unique "Tehnopilsēta" de la chaîne de magasins d'électroménager et d'électronique "Tehnopilseta" a été ouvert dans le centre commercial, en 2007, le magasin d'articles pour enfants "Cipollino" et à la mi-août 2008, l'enseigne "Daugava" et la  première épicerie "Piena un maize nams".
En octobre 2009, le nom du centre commercial a été changé en Olimpia.
En 2015, le bâtiment du centre commercial a été acheté à Northern Horizon Capital par la société d'investissement Partners Group.
En février de la même année, un restaurant Subway a été ouvert à Olimpia[11] et le 1er août, le premier magasin Sports Direct en Lettonie.
Le 24 novembre 2020, il a été annoncé que Laurus, une coentreprise entre Partners Group et Northern Horizon Capital, avait vendu Olimpia à Grinvest, une société d'investissement dans l'immobilier et les énergies renouvelables. Le nouveau propriétaire prévoyait de commencer cette année la rénovation du centre commercial et la création d'un parc de loisirs et de divertissement.
Début 2023, avec un investissement de 8 millions d'euros, la transformation du premier étage a commencé pour améliorer son efficacité énergétique, pour apporter des changements structurels.
Après la rénovation, le supermarché Rimi a ouvert le 28 avril.

## Galerie

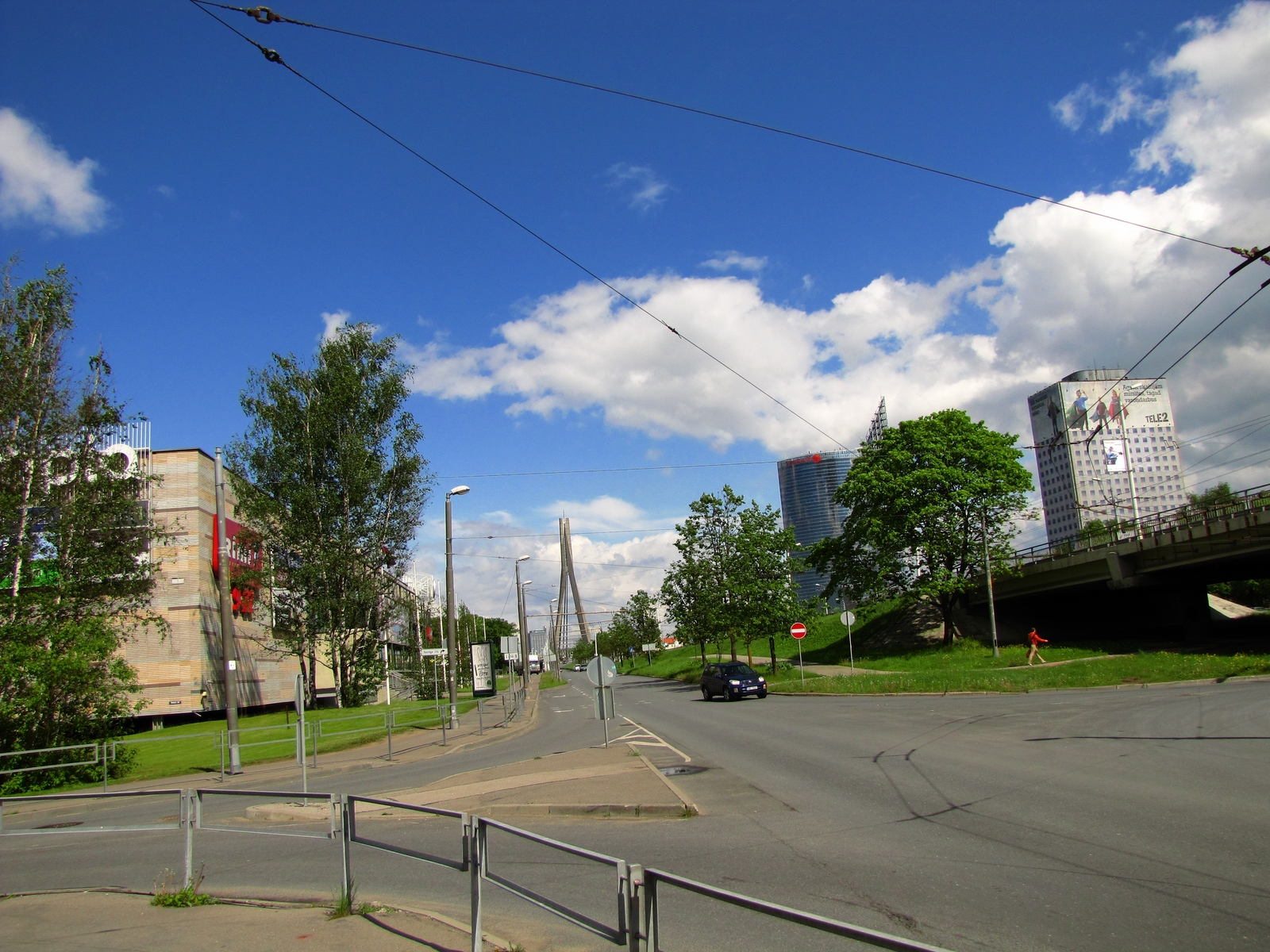
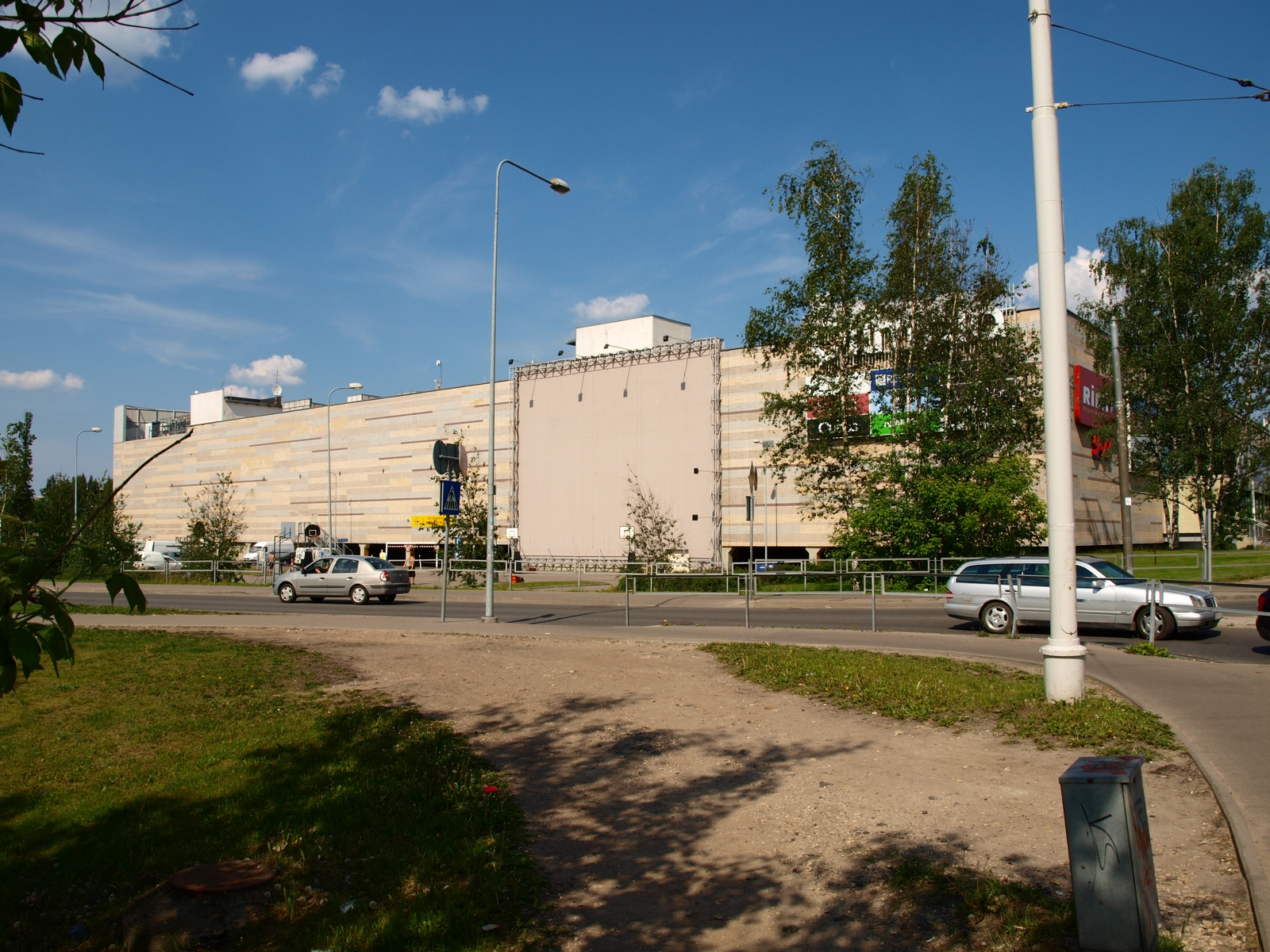
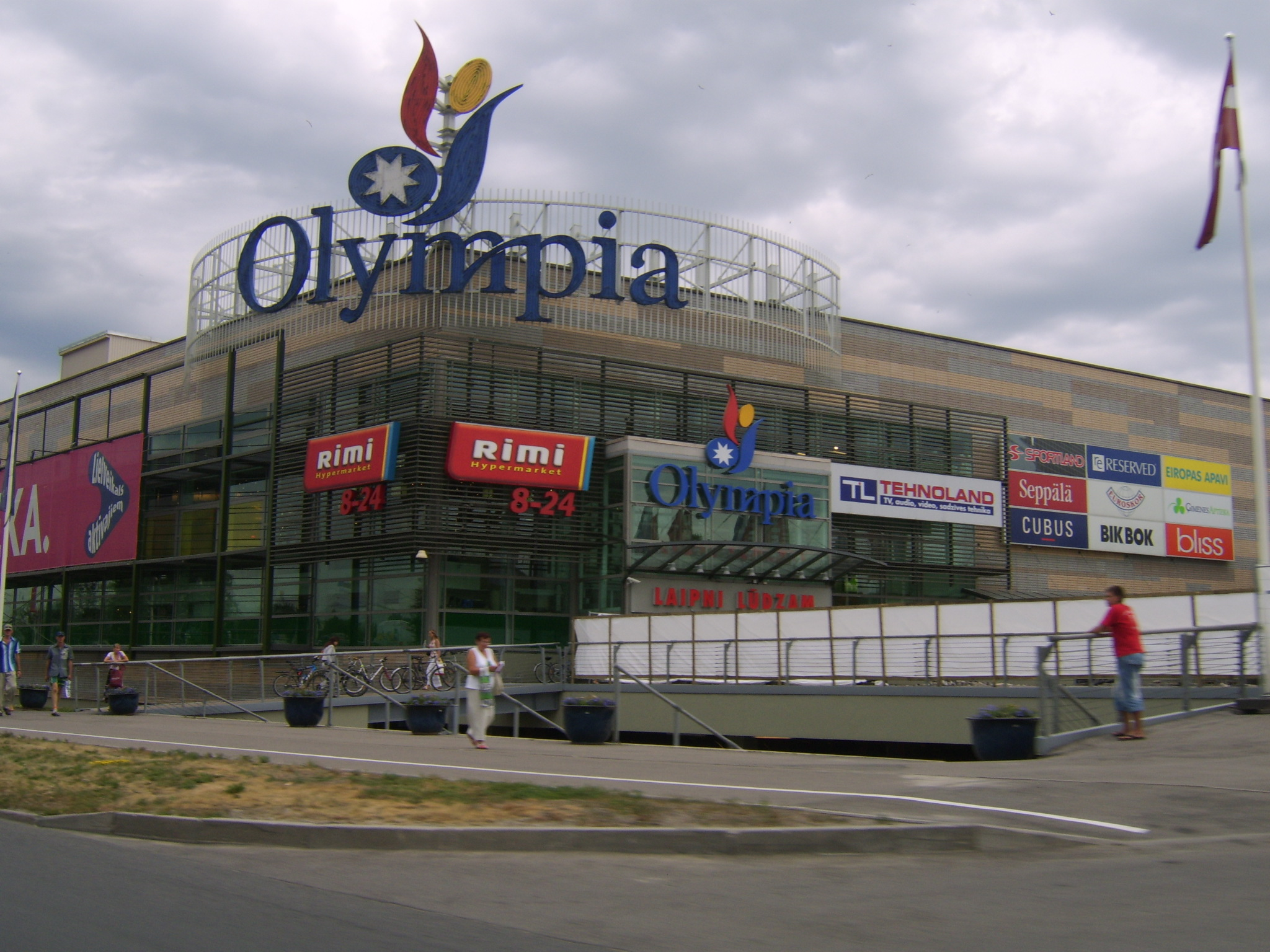
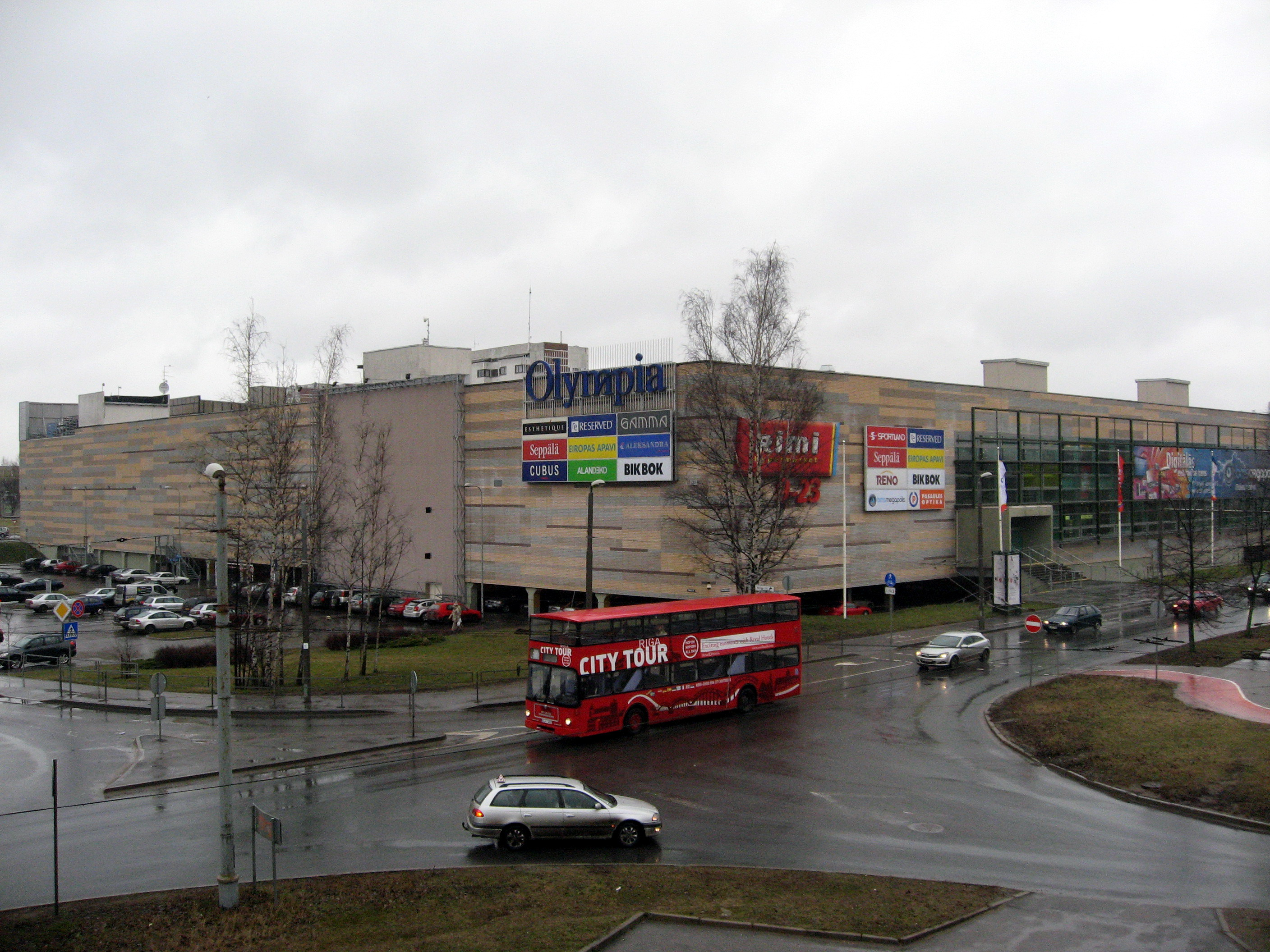